# (38735) 2000 QQ144
2000 QQ144 (asteroide 38735) é um asteroide da cintura principal. Possui uma excentricidade de 0.07846530 e uma inclinação de 12.12591º.
Este asteroide foi descoberto no dia 31 de agosto de 2000 por LINEAR em Socorro.